# Sông Ili
Sông Ili (tiếng Kazakh: Іле, đã Latinh hoá: İle; tiếng Nga: Или; tiếng Trung: 伊犁河; Hán-Việt: Y Lê hà; bính âm: Yili He) là một con sông ở tây bắc Trung Quốc (Châu tự trị dân tộc Kazakh - Y Lê của Khu tự trị dân tộc Duy Ngô Nhĩ Tân Cương) và đông nam Kazakhstan (tỉnh Almaty).
Sông dài khoảng 1.439 km (894 dặm Anh), trong đó 815 km (506 dặm Anh) chảy trên lãnh thổ Kazakhstan. Nó bắt nguồn trong sườn đông dãy núi Thiên Sơn từ sông Tekes và sông Kunges (hay sông Künes). Sông Ili thu nước trong lưu vực giữa Thiên Sơn và dãy núi Borohoro (dãy núi P'o-lo-k'o-nu) ở phía bắc.
Chảy vào hồ Balkhash nó tạo thành một vùng đồng bằng châu thổ lớn với các khu vực đất lầy rộng lớn, bao gồm các thảm thực vật hồ, đầm lầy và các kiểu tương tự như rừng nhiệt đới.

## Khu vực thuộc Trung Quốc
Thung lũng thượng nguồn sông Ili được chia tách với bồn địa Dzungaria bằng dãy núi Borohoro. Huyện cấp thị Y Ninh (Kulja) nằm ở phía bắc của sông, khoảng 100 km (62 dặm Anh) về phía thượng nguồn so với biên giới hai nước. Cho tới thập niên 1900, thị xã này nói chung được biết đến với tên gọi như tên con sông trong tiếng Trung: 伊犁; Hán-Việt: Y Lê; bính âm: Yili; Wade–Giles: Ili).
Ở phía nam, gần với biên giới hơn là huyện tự trị dân tộc Tích Bá - Sát Bố Tra Nhĩ, là quê hương của nhiều người Trung Quốc được gọi chung là người Tích Bá. Khu vực thượng du sông Ili bị người Nga chiếm đóng từ năm 1871 tới năm 1881, nghĩa là từ cuộc nổi dậy của Yaqub Beg cho tới khi ký kết hiệp ước Sankt Peterburg.

## Khu vực thuộc Kazakhstan
Phần thu nước thuộc Kazakhstan của sông Ili và các chi lưu của nó được biết đến trong tiếng Kazakh như là Zhetysu ('Bảy sông') hay trong tiếng Nga như là Semirechye (cùng một nghĩa như trên).
Nhà máy thủy điện Kapchagai được xây dựng trên sông Ili từ năm 1965 tới năm 1970 ở khoảng giữa của sông Ili, tạo thành hồ chứa nước Kapchagay—một hồ nhân tạo dài 110 km (68 dặm Anh) nằm trong tỉnh Almaty.
Tamgaly-Tas, khoảng 20 km (12 dặm Anh) xuôi theo dòng chảy dọc theo sông Ili là khu vực khắc đá. Tên gọi Tamgaly trong tiếng Kazakh có nghĩa là nơi vẽ hay nơi khắc, Tas - đá.

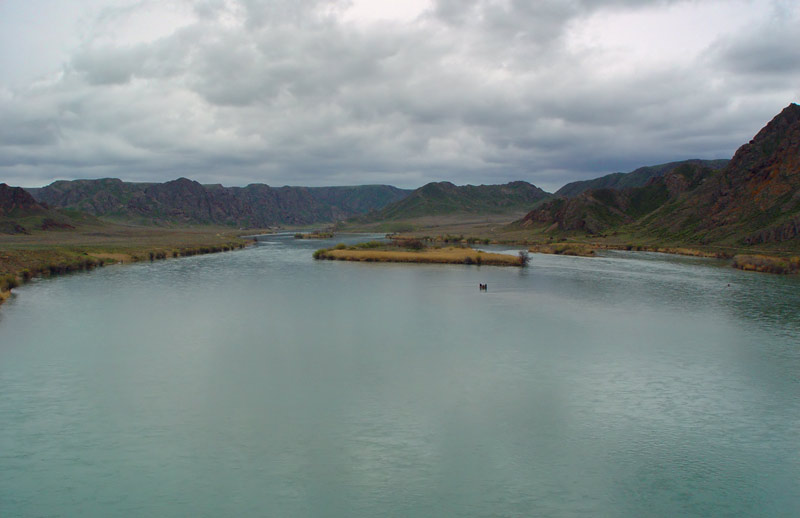
Sông Ili
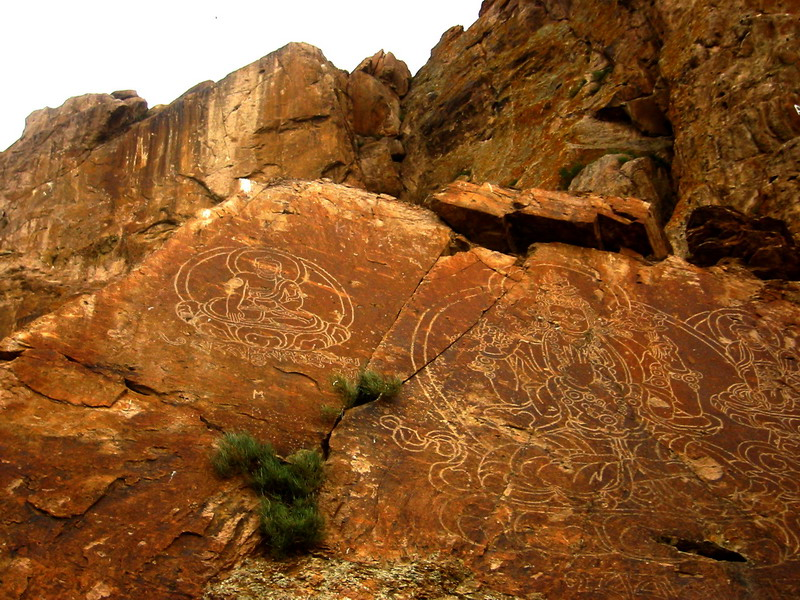
Các hình khắc đá Phật giáo ven sông Ili
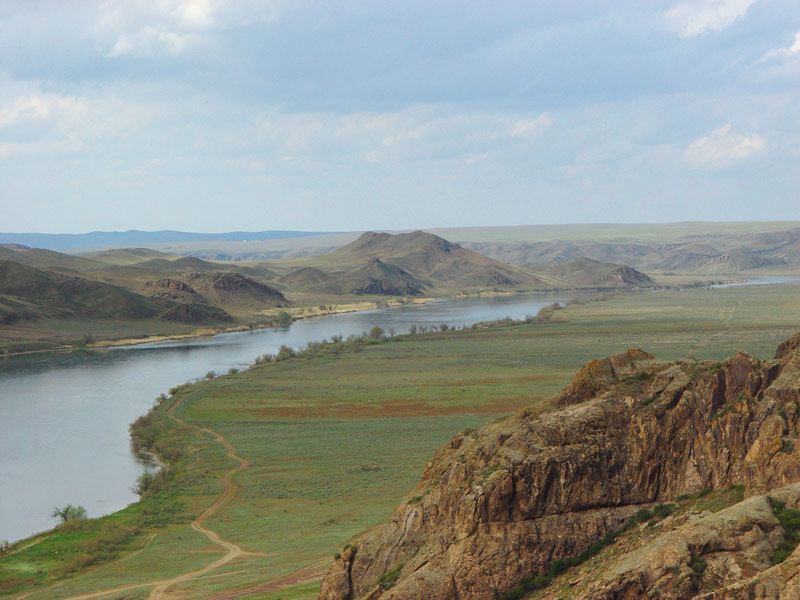
Sông Ili
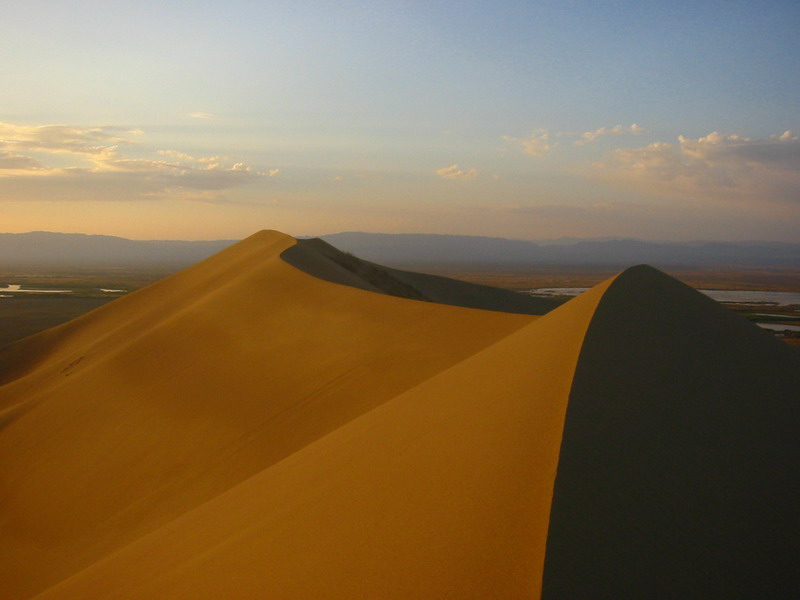
Cồn cát tại vườn quốc gia Altyn-Emel

## Chi lưu
- Sông Charyn, nổi tiếng vì hẻm núi Charyn
- Sông Kash

## Sự kiện lịch sử
Sông Ili cung cấp tên gọi cho hiệp ước sông Ili năm 638, trong đó chính thức phân chia khả hãn quốc Turk (552-638) thành khả hãn quốc Tây Turk và khả hãn quốc Đông Turk, với biên giới giữa hai nước được quy định là dọc theo sông Ili.